# Comitè Permanent de la Cadena Alimentària i de Sanitat Animal
El Comitè Permanent de la Cadena Alimentària i de Sanitat Animal —Comité Permanente de la Cadena Alimentaria y de Sanidad Animal en castellà, Standing Committee on the Food Chain and Animal Health o Comité permanent de la chaîne alimentaire et de la santé animale en francès— assisteix la Comissió Europea per a dur a terme les mesures de seguretat alimentària en els diversos nivells de la cadena alimentària. Va ser instituïda pel Reglament (CE) nº 178/2002 del Parlament Europeu i del Consell de 28 de gener de 2002, establint els principis generals i les descripcions generals de la legislació alimentària en lloc del Comitè permanent de productes alimentaris, el Comitè Permanent de l'alimentació i el Comitè Veterinari Permanent. Pren algunes missions de la Comissió Permanent de Sanitat Vegetal.